# John Harris (regényíró)
John Harris (1916. október 18. – 1991. március 7.) angol regény- és krimiíró. Több háborús és detektívregényt írt, műveit részben saját, részben Mark Hebden és Max Hennessy álnéven adta ki.

## Életrajza
Rotherhamben végezte a középiskolát, majd a Rotherham Advertiser munkatársa volt 1932-33-ban, később a Sheffield Telegraph-nál dolgozott. A második világháborúban az angol királyi légierőnél szolgált. A háború után visszatért a Sheffield Telegraph-hoz, majd az 1950-es évektől az irodalomnak élt. Első regénye a The Lonely Voyage (1951) volt, mely után még mintegy 80 művet adott ki. Hebden álnév alatt születtek a Pel felügyelőről szóló detektívregényei. Felesége Betty Wragg, akivel 1947-ben kötött házasságot. Gyermekeik Max (1949) és Juliet (1954). Juliet folytatta az apja által indított Pel detektívregény-sorozatot.

## Bibliography

### John Harrisnév alatt megjelent művei
- The Lonely Voyage (1951)
- Hallelujah Corner (1952)
- The Sea Shall Not Have Them (1953), US Title: The Undaunted
- The Claws of Mercy (1955)
- Getaway (1956), US Title: Close to the Wind
- The Sleeping Mountain (1958)
- Road to the Cost (1959), US Title: Adventure's End
- Sunset at Sheba (1960)
- Covenant with Death (1961)
- The Spring of Malice (1962)
- The Unforgiving Wind (1963)
- Vardy (1964)
- The Cross of Lazzaro (1965)
- The Old Trade of Killing (1966)
- Light Cavalry Action (1967)
- Right of Reply (1968)
- The Mercenaries (1969), US Title: The Jade Wind
- The Courtney Entry (1971)
- The Fledgelings (1971)
- A Kind of Courage (1972)
- The Mustering of the Hawks (1972)
- The Professionals (1973)
- Smiling Willie and the Tiger (1974)
- Ride Out the Storm (1975)
- The Victors (1975)
- Take or Destroy (1976)
- The Interceptors (1977)
- The Fox from His Lair (1978)
- The Revolutionaries (1978)
- Cotton's War (1979)
- Swordpoint (1980)
- Harkaway's Sixth Column (1983)
- A Funny Place to Hold a War (1984)
- Up for Grabs (1985)
- The Thirty Days' War (1986)
- China Seas (1987)
- Picture of Defeat (1988)
- So Far from God (1989)

### Mark Hebdennév alatt
- What Changed Charlie Farthing (1965)
- The Eyewitness (1966)
- The Errant Knights (1968)
- Portrait in a Dusty Frame (1969), US Title: Grave Journey
- Mask of Violence (1970)
- A Killer for the Chairman (1972)
- The Dark Side of the Island (1973)
- A Pride of Dolphins (1974)
- The League of 89 (1977)
- Death Set to Music (1979)
- Pel and the Faceless Corpse (1979)
- Pel Under Pressure (1980)
- Pel Is Puzzled (1981)
- Pel and the Bombers (1982)
- Pel and the Staghound (1982)
- Pel and the Pirates (1984)
- Pel and the Predators (1984)
- Pel and the Prowler (1985)
- Pel and the Paris Mob (1986)
- Pel Among the Pueblos (1987)
- Pel and the Touch of Pitch (1987)
- Pel and the Picture of Innocence (1988)
- Pel and the Party Spirit (1989)
- Pel and the Missing Persons (1990)

### Max Hennessynév alatt
- The Lion At Sea (1977)
- The Dangerous Years (1978)
- Back to Battle (1979)
- Soldier of the Queen (1980)
- Blunted Lance (1981)
- The Iron Stallions (1982)
- The Bright Blue Sky (1982)
- The Challenging Heights (1983)
- Once More the Hawks (1984)

## Magyarul
- Nyomtalanul. Hajókatasztrófák; ford., jegyz. Molnár György; Gondolat, Bp., 1990
- Félárú hadművelet. A 97-es különítmény El-Alameinnél; ford. Kappanyos András; Holnap, Bp., 1992

## Fordítás
- Ez a szócikk részben vagy egészben  a   John Harris (novelist) című angol Wikipédia-szócikk fordításán alapul.  Az eredeti cikk szerkesztőit annak laptörténete sorolja fel. Ez a jelzés csupán a megfogalmazás eredetét és a szerzői jogokat jelzi, nem szolgál a cikkben szereplő információk forrásmegjelöléseként.